# Soteriscus trilineatus
Soteriscus trilineatus är en kräftdjursart som beskrevs av Rafael Rodríguez Santana och María Cristina Vicente 1992. Soteriscus trilineatus ingår i släktet Soteriscus och familjen Porcellionidae. Inga underarter finns listade i Catalogue of Life.